# Джорасанко Тхакур Бари
Джорасанко Тхакур Бари (бенг. জোড়াসাঁকো ঠাকুরবাড়ি Дом Тхакуров в Джорасанко) — родовое имение семьи Тагоров в северной части Калькутты (район Джорасанко). В наши дни в нём расположен кампус Университета Рабиндра Бхарати и музей Рабиндраната Тагора (Rabindra Bharati Museum).

## История
Был построен Дварканатхом Тагором в 1784 году. Здесь же родился его внук, известный бенгальский поэт и писатель Рабиндранат Тагор (1861—1941).

## Музей Тагора
Дом был восстановлен в виде, отражающем быт времени, когда в нём жила семья Тагоров, и сегодня служит музеем Рабиндраната Тагора в Калькутте. Он был открыт 8 мая 1961 года премьер-министром Индии Джавахарлалом Неру Музей позволяет узнать подробности истории семьи Тагоров, об их участии в Бенгальском Ренессансе и Брахмо-самадж. В нём экспонируется около 750 рисунков Рабиндраната Тагора и более 700 его фотографий.
- Тхакур Бари в Джорасанко, сегодня Университет Рабиндра Бхарати
- Ворота Джорасанко Тхакур Бари на улице Рабиндра Сарани
- Внутренний дворик в имении

### Комментарии
1. ↑  На бенгальском языке имя Рабиндраната Тагора, родившегося здесь, произносится следующим образом: МФА: ɾobind̪ɾonat̪ʰ ʈʰakuɾо файле.